# Anisozyga polyleucotes
Anisozyga polyleucotes är en fjärilsart som beskrevs av Louis Beethoven Prout 1911. Anisozyga polyleucotes ingår i släktet Anisozyga och familjen mätare. Inga underarter finns listade i Catalogue of Life.